# Frank Peppiatt
Frank Peppiatt (19 maart 1927) is een Canadees acteur, scenarioschrijver en televisieproducent. Hij speelde de rol van admiraal Frank Borkman in de televisieserie Operation Petticoat.
Verder scheef Frank Peppiatt scenario's voor televisieseries als Hee Haw (1969-1979, 66 afleveringen), The Sonny and Cher Show (1976-1977, 33 afleveringen), The Judy Garland Show (1963-1964, 27 afleveringen), Perry Como's Kraft Music Hall (1960-1963, 29 afleveringen) en The Steve Allen Plymouth Show (1957-1959, 75 afleveringen). Enkele van deze series werden door hem geproduceerd.

## Filmografie als acteur
- After Hours (1953)
- On Stage (1954)
- Operation Petticoat (1978-1979), 5 afleveringen